# Eishockey-Weltmeisterschaft der U18-Junioren 2009
Die 11. Eishockey-Weltmeisterschaften der U18-Junioren der Internationalen Eishockey-Föderation IIHF waren die Eishockey-Weltmeisterschaften des Jahres 2009 in der Altersklasse der Unter-Achtzehnjährigen (U18). Insgesamt nahmen zwischen dem 27. Februar und 19. April 2009 44 Nationalmannschaften an den sieben Turnieren der Top-Division sowie der Divisionen I bis III teil.
Der Weltmeister wurde zum vierten Mal die Mannschaft der Vereinigten Staaten, die im Finale den Erzrivalen Russland mit 5:0 bezwingen konnte. Die deutsche Mannschaft stieg durch den zehnten und damit letzten Platz in der Top-Division erstmals seit 2004 in die Division I ab, die Schweiz belegte den achten Platz in der Top-Division und verhinderte somit den Abstieg. Österreich wurde Dritter in der Gruppe B der Division I.

## Teilnehmer, Austragungsorte und -zeiträume
- Top-Division: 9. bis 19. April 2009 in Fargo, North Dakota und Moorhead, Minnesota, USA
Teilnehmer:  Deutschland,  Finnland,  Kanada (Titelverteidiger),  Norwegen (Aufsteiger),  Russland,  Schweden,  Schweiz,  Slowakei,  Tschechien (Aufsteiger),  USA

- Division I
  - Gruppe A: 6. bis 12. April 2009 in Minsk, Belarus
Teilnehmer:  Belarus (Absteiger),  Kasachstan,  Litauen,  Polen,  Ukraine,  Ungarn (Aufsteiger)
  - Gruppe B: 29. März bis 5. April 2009 in Asiago, Italien
Teilnehmer:  Dänemark (Absteiger),  Frankreich (Aufsteiger),  Italien,  Japan,  Lettland,  Österreich

- Division II
  - Gruppe A: 22. bis 28. März 2009 in Maribor, Slowenien
Teilnehmer:  Kroatien,  Mexiko (Aufsteiger),  Rumänien,  Slowenien (Absteiger),  Spanien,  Südkorea

- - Gruppe B: 16. bis 22. März 2009 in Narva, Estland
Teilnehmer:  Belgien,  Volksrepublik China,  Estland,  Großbritannien,  Niederlande (Absteiger),  Serbien (Aufsteiger)

- Division III
  - Gruppe A: 27. Februar bis 5. März 2009 in Taipeh, Republik China (Taiwan)
Teilnehmer:  Australien (Absteiger),  Republik China (Taiwan),  Mongolei,  Neuseeland,  Südafrika
  - Gruppe B: 9. bis 15. März 2009 in Erzurum, Türkei
Teilnehmer:  Bulgarien,  Irland (erste Teilnahme seit 2000),  Island,  Türkei

 Israel verzichtete nach dem Abstieg aus der Division II im Vorjahr auf eine Teilnahme an den Wettbewerben der Division III.

## Top-Division
Die U18-Weltmeisterschaft wurde vom 9. bis zum 19. April im Mittleren Westen der Vereinigten Staaten ausgetragen. Als Spielorte fungierten Fargo im Bundesstaat North Dakota und das benachbarte Moorhead im Bundesstaat Minnesota. Neben dem Moorhead Sports Center (3.300 Plätze) diente das neu gebaute Urban Plains Center (5.000 Plätze) als Spielstätte.
Es nahmen zehn Nationalmannschaften teil, die in zwei Gruppen zu je fünf Teams spielten. Den Weltmeistertitel sicherten sich die Vereinigten Staaten, die im Finale deutlich mit 5:0 gegen Russland gewannen. Es war der vierte Titel für die US-Amerikaner.
| Gruppe A    | Gruppe B |
| ----------- | -------- |
| Kanada      | Russland |
| Schweden    | USA      |
| Deutschland | Finnland |
| Schweiz     | Slowakei |
| Tschechien  | Norwegen |

### Modus
Nach den Gruppenspielen der Vorrunde qualifizierten sich die beiden Gruppenersten direkt für das Halbfinale. Die Gruppenzweiten und -dritten bestritten je ein Qualifikationsspiel zur Halbfinalteilnahme. Die Vierten und Fünften der Gruppenspiele bestritten – bei Mitnahme des Ergebnisses der direkten Begegnung aus der Vorrunde – die Abstiegsrunde und ermittelten dabei zwei Absteiger in die Division I.

### Austragungsorte
| Fargo |

| Moorhead |

| Fargo |

| Moorhead |

### Vorrunde

#### Gruppe A
| 9. April 2009 16:00 Uhr (Ortszeit) | 9. April 2009 23:00 Uhr (MESZ) | Tschechien  | 0:7 (0:3, 0:3, 0:1)            | Schweden    | Moorhead Sports Center, Moorhead Zuschauer: 136 |
| 9. April 2009 16:30 Uhr            | 9. April 2009 23:30 Uhr        | Deutschland | 2:11 (1:1, 0:7, 1:3)           | Kanada      | Urban Plains Center, Fargo Zuschauer: 1.389     |
| 10. April 2009 19:30 Uhr           | 11. April 2009 2:30 Uhr        | Schweiz     | 2:6 (0:1, 2:4, 0:1)            | Tschechien  | Moorhead Sports Center, Moorhead Zuschauer: 623 |
| 11. April 2009 16:00 Uhr           | 11. April 2009 23:00 Uhr       | Schweden    | 5:4 (2:1, 2:1, 1:2)            | Deutschland | Moorhead Sports Center, Moorhead Zuschauer: 196 |
| 11. April 2009 16:00 Uhr           | 11. April 2009 23:00 Uhr       | Kanada      | 8:1 (2:1, 3:0, 3:0)            | Schweiz     | Urban Plains Center, Fargo Zuschauer: 1.516     |
| 12. April 2009 17:00 Uhr           | 13. April 2009 0:00 Uhr        | Deutschland | 4:3 (2:0, 1:1, 1:2)            | Tschechien  | Moorhead Sports Center, Moorhead Zuschauer: 156 |
| 13. April 2009 16:00 Uhr           | 13. April 2009 23:00 Uhr       | Schweden    | 11:0 (3:0, 5:0, 3:0)           | Schweiz     | Moorhead Sports Center, Moorhead Zuschauer: 151 |
| 13. April 2009 16:00 Uhr           | 13. April 2009 23:00 Uhr       | Tschechien  | 3:4 n. V. (1:0, 2:0, 0:3, 0:1) | Kanada      | Urban Plains Center, Fargo Zuschauer: 1.307     |
| 14. April 2009 16:00 Uhr           | 14. April 2009 23:00 Uhr       | Schweiz     | 8:3 (1:0, 4:2, 3:1)            | Deutschland | Moorhead Sports Center, Moorhead Zuschauer: 99  |
| 14. April 2009 16:00 Uhr           | 14. April 2009 23:00 Uhr       | Kanada      | 4:2 (2:0, 1:2, 1:0)            | Schweden    | Urban Plains Center, Fargo Zuschauer: 1.543     |

| Pl. |             | Sp | S | OTS | OTN | N | Tore  | Punkte |
| 1.  | Kanada      | 4  | 3 | 1   | 0   | 0 | 27:08 | 11     |
| 2.  | Schweden    | 4  | 3 | 0   | 0   | 1 | 25:08 | 9      |
| 3.  | Tschechien  | 4  | 1 | 0   | 1   | 2 | 12:17 | 4      |
| 4.  | Schweiz     | 4  | 1 | 0   | 0   | 3 | 11:28 | 3      |
| 5.  | Deutschland | 4  | 1 | 0   | 0   | 3 | 13:27 | 3      |

Abkürzungen: Pl. = Platz, Sp = Spiele, S = Siege, OTS = Siege nach Verlängerung (Overtime) oder Penaltyschießen, OTN = Niederlagen nach Verlängerung oder Penaltyschießen, N = Niederlagen

Erläuterungen: Halbfinalqualifikant, Viertelfinalqualifikant, Abstiegsrundenqualifikant

#### Gruppe B
| 9. April 2009 19:30 Uhr (Ortszeit) | 10. April 2009 2:30 Uhr (MESZ) | Finnland | 7:4 (2:2, 4:2, 1:0)  | Russland | Moorhead Sports Center, Moorhead Zuschauer: 271 |
| 9. April 2009 20:00 Uhr            | 10. April 2009 3:00 Uhr        | Norwegen | 0:8 (0:2, 0:3, 0:3)  | USA      | Urban Plains Center, Fargo Zuschauer: 2.678     |
| 10. April 2009 19:30 Uhr           | 11. April 2009 2:30 Uhr        | Slowakei | 5:2 (0:0, 3:0, 2:2)  | Norwegen | Urban Plains Center, Fargo Zuschauer: 2.999     |
| 11. April 2009 19:30 Uhr           | 12. April 2009 2:30 Uhr        | Russland | 7:2 (1:0, 4:1, 2:1)  | Slowakei | Moorhead Sports Center, Moorhead Zuschauer: 249 |
| 11. April 2009 19:30 Uhr           | 12. April 2009 2:30 Uhr        | USA      | 4:3 (2:0, 2:0, 0:3)  | Finnland | Urban Plains Center, Fargo Zuschauer: 3.166     |
| 12. April 2009 17:00 Uhr           | 13. April 2009 0:00 Uhr        | Norwegen | 1:8 (0:4, 0:1, 1:3)  | Russland | Urban Plains Center, Fargo Zuschauer: 1.594     |
| 13. April 2009 19:30 Uhr           | 14. April 2009 2:30 Uhr        | Finnland | 10:1 (3:0, 6:1, 1:0) | Norwegen | Moorhead Sports Center, Moorhead Zuschauer: 154 |
| 13. April 2009 19:30 Uhr           | 14. April 2009 2:30 Uhr        | USA      | 12:0 (3:0, 4:0, 5:0) | Slowakei | Urban Plains Center, Fargo Zuschauer: 2.040     |
| 14. April 2009 19:30 Uhr           | 15. April 2009 2:30 Uhr        | Slowakei | 0:7 (0:3, 0:2, 0:2)  | Finnland | Moorhead Sports Center, Moorhead Zuschauer: 137 |
| 14. April 2009 19:30 Uhr           | 15. April 2009 2:30 Uhr        | Russland | 6:5 (0:2, 3:1, 3:2)  | USA      | Urban Plains Center, Fargo Zuschauer: 3.584     |

| Pl. |          | Sp | S | OTS | OTN | N | Tore  | Punkte |
| 1.  | Finnland | 4  | 3 | 0   | 0   | 1 | 27:09 | 9      |
| 2.  | USA      | 4  | 3 | 0   | 0   | 1 | 29:09 | 9      |
| 3.  | Russland | 4  | 3 | 0   | 0   | 1 | 25:15 | 9      |
| 4.  | Slowakei | 4  | 1 | 0   | 0   | 3 | 07:28 | 3      |
| 5.  | Norwegen | 4  | 0 | 0   | 0   | 4 | 04:31 | 0      |

Abkürzungen: Pl. = Platz, Sp = Spiele, S = Siege, OTS = Siege nach Verlängerung (Overtime) oder Penaltyschießen, OTN = Niederlagen nach Verlängerung oder Penaltyschießen, N = Niederlagen

Erläuterungen: Halbfinalqualifikant, Viertelfinalqualifikant, Abstiegsrundenqualifikant

### Abstiegsrunde
| 16. April 2009 19:30 Uhr (Ortszeit) | 17. April 2009 2:30 Uhr (MESZ) | Schweiz     | 7:3 (3:1, 4:1, 0:1)                 | Norwegen    | Moorhead Sports Center, \|Moorhead Zuschauer: 94 |
| 17. April 2009 19:30 Uhr            | 18. April 2009 2:30 Uhr        | Slowakei    | 4:5 n. P. (0:2, 1:2, 3:0, 0:0, 0:1) | Deutschland | Moorhead Sports Center, Moorhead Zuschauer: 93   |
| 18. April 2009 16:00 Uhr            | 18. April 2009 23:00 Uhr       | Schweiz     | 2:4 (0:0, 2:2, 0:2)                 | Slowakei    | Moorhead Sports Center, Moorhead Zuschauer: 82   |
| 18. April 2009 19:30 Uhr            | 19. April 2009 2:30 Uhr        | Deutschland | 2:5 (1:1, 0:2, 1:2)                 | Norwegen    | Moorhead Sports Center, Moorhead Zuschauer: 105  |

| Pl. |             | Sp | S | OTS | OTN | N | Tore  | Punkte |
| 1.  | Slowakei    | 3  | 2 | 0   | 1   | 0 | 13:09 | 7      |
| 2.  | Schweiz     | 3  | 2 | 0   | 0   | 1 | 17:10 | 6      |
| 3.  | Norwegen    | 3  | 1 | 0   | 0   | 2 | 10:14 | 3      |
| 4.  | Deutschland | 3  | 0 | 1   | 0   | 2 | 10:17 | 2      |

Anmerkung: Die Vorrundenspiele  Schweiz –  Deutschland (8:3) und  Slowakei –  Norwegen (5:2) sind in die Tabelle eingerechnet.

Abkürzungen: Pl. = Platz, Sp = Spiele, S = Siege, OTS = Siege nach Verlängerung (Overtime) oder Penaltyschießen, OTN = Niederlagen nach Verlängerung oder Penaltyschießen, N = Niederlagen

Erläuterungen: Absteiger in die Division I

### Finalrunde
|  | Viertelfinale    | Viertelfinale | Viertelfinale |    |          | Halbfinale | Halbfinale | Halbfinale |    |        | Finale           | Finale           | Finale           |
|  |                  |               |               |    |          |            |            |            |    |        |                  |                  |                  |
|  |                  |               |               |    |          | A1         | Kanada     | 1          |    |        |                  |                  |                  |
|  | B2               | USA           | 6             |    |          | B2         | USA        | 2          |    |        |                  |                  |                  |
|  | A3               | Tschechien    | 2             |    |          |            |            |            |    | B2     | USA              | 5                |                  |
|  |                  |               |               |    | B3       | Russland   | 0          |            |    |        |                  |                  |                  |
|  |                  |               |               | B1 | Finnland | 0          |            |            |    |        |                  |                  |                  |
|  | A2               | Schweden      | 1             |    |          | B3         | Russland   | 4          |    |        | Spiel um Platz 3 | Spiel um Platz 3 | Spiel um Platz 3 |
|  | B3               | Russland      | 4             |    |          |            |            |            | A1 | Kanada | 4                |                  |                  |
|  |                  |               |               | B1 | Finnland | 5          |            |            |    |        |                  |                  |                  |
|  |                  |               |               |    |          |            |            |            |    |        |                  |                  |                  |
|  | Spiel um Platz 5 |               |               |    |          |            |            |            |    |        |                  |                  |                  |
|  | A2               | Schweden      | 4             |    |          |            |            |            |    |        |                  |                  |                  |
|  | A3               | Tschechien    | 2             |    |          |            |            |            |    |        |                  |                  |                  |

#### Viertelfinale
| 16. April 2009 16:00 Uhr (Ortszeit) | 16. April 2009 23:00 Uhr (MESZ) | Schweden | 1:4 (1:0, 0:2, 0:2) | Russland   | Urban Plains Center, Fargo Zuschauer: 1.456 |
| 16. April 2009 19:30 Uhr            | 17. April 2009 2:30 Uhr         | USA      | 6:2 (2:1, 4:0, 0:1) | Tschechien | Urban Plains Center, Fargo Zuschauer: 2.049 |

#### Spiel um Platz 5
| 18. April 2009 19:30 Uhr | 19. April 2009 2:30 Uhr | Schweden | 4:2 (0:1, 3:0, 1:1) | Tschechien | Urban Plains Center, Fargo Zuschauer: 1.672 |

#### Halbfinale
| 17. April 2009 16:00 Uhr | 17. April 2009 23:00 Uhr | Finnland | 0:4 (0:0, 0:2, 0:2) | Russland | Urban Plains Center, Fargo Zuschauer: 1.551 |
| 17. April 2009 19:30 Uhr | 18. April 2009 2:30 Uhr  | Kanada   | 1:2 (0:0, 1:0, 0:2) | USA      | Urban Plains Center, Fargo Zuschauer: 4.906 |

#### Spiel um Platz 3
| 19. April 2009 15:00 Uhr | 19. April 2009 22:00 Uhr | Kanada | 4:5 n. P. (3:1, 1:1, 0:2, 0:0, 0:1) | Finnland | Urban Plains Center, Fargo Zuschauer: 3.860 |

#### Finale
| 19. April 2009 19:00 Uhr | 20. April 2009 2:00 Uhr | USA | 5:0 (2:0, 1:0, 2:0) | Russland | Urban Plains Center, Fargo Zuschauer: 4.923 |

### Statistik

#### Beste Scorer
Abkürzungen: Sp = Spiele, T = Tore, V = Assists, Pkt = Punkte, +/− = Plus/Minus, SM = Strafminuten; Fett: Turnierbestwert
| Spieler                  | Mannschaft | Sp | T  | V  | Pkt | +/− | SM |
| ------------------------ | ---------- | -- | -- | -- | --- | --- | -- |
| Toni Rajala              | Finnland   | 6  | 10 | 9  | 19  | +10 | 6  |
| Wladimir Tarassenko      | Russland   | 7  | 8  | 7  | 15  | +7  | 6  |
| Teemu Pulkkinen          | Finnland   | 6  | 7  | 6  | 13  | +9  | 4  |
| Jewgeni Kusnezow         | Russland   | 7  | 6  | 7  | 13  | +7  | 10 |
| Jerry D’Amigo            | USA        | 7  | 4  | 9  | 13  | +5  | 8  |
| Mikael Granlund          | Finnland   | 6  | 2  | 11 | 13  | +9  | 0  |
| Magnus Pääjärvi-Svensson | Schweden   | 6  | 6  | 6  | 12  | +6  | 0  |
| Alexander Burmistrow     | Russland   | 7  | 4  | 7  | 11  | +7  | 6  |
| Kirill Kabanow           | Russland   | 7  | 4  | 7  | 11  | +5  | 18 |
| Jeremy Morin             | USA        | 7  | 6  | 4  | 10  | +6  | 8  |

#### Beste Torhüter
Abkürzungen: Sp = Spiele, Min = Eiszeit (in Minuten), GT = Gegentore, SO = Shutouts, Sv% = gehaltene Schüsse (in %), GTS = Gegentorschnitt; Fett: Turnierbestwert
| Spieler       | Mannschaft | Sp | Min    | GT | SO | Sv%   | GTS  |
| ------------- | ---------- | -- | ------ | -- | -- | ----- | ---- |
| Jack Campbell | USA        | 5  | 240:58 | 3  | 2  | 96,74 | 0,75 |
| Michael Zador | Kanada     | 6  | 371:10 | 15 | 0  | 93,09 | 2,42 |
| Igor Bobkow   | Russland   | 6  | 360:00 | 20 | 1  | 92,70 | 3,33 |
| Robin Lehner  | Schweden   | 4  | 235:42 | 11 | 1  | 91,60 | 2,80 |
| Joni Ortio    | Finnland   | 5  | 308:55 | 15 | 1  | 90,26 | 2,91 |

### Abschlussplatzierungen
| Pl. | Team        |
| --- | ----------- |
| 1   | USA         |
| 2   | Russland    |
| 3   | Finnland    |
| 4   | Kanada      |
| 5   | Schweden    |
| 6   | Tschechien  |
| 7   | Slowakei    |
| 8   | Schweiz     |
| 9   | Norwegen    |
| 10  | Deutschland |

### Titel, Auf- und Abstieg
| Weltmeister USA | Ryan Bourque, Chris Brown, Jack Campbell, Adam Clendening, Jerry D’Amigo, Cam Fowler, John Henrion, Kevin Lynch, Nick Mattson, Jon Merrill, Jeremy Morin, Adam Murray, Matt Nieto, John Ramage, Brendan Rempel, Kenny Ryan, Philip Samuelsson, Drew Shore, A. J. Treais, David Valek, William Wrenn, Jason Zucker Trainer: Ron Rolston |

| Silber Russland | Andrei Ankudinow, Igor Bobkow, Konstantin Botschkarjow, Alexander Burmistrow, Nikita Dwuretschenski, Emil Garipow, Daniil Gubarew, Kirill Jurjew, Kirill Kabanow, Stanislaw Kalaschnikow, Alexander Karpuschkin, Maxim Kizyn, Jewgeni Kusnezow, Wladimir Malinowski, Dmitri Orlow, Nikita Piwzakin, Nikita Saizew, Andrei Sergejew, Stanislaw Solowjow, Pawel Sotow, Wladimir Tarassenko, Sergei Tschwanow Trainer: Wladimir Pljuschtschew |

| Bronze Finnland | Mikael Aaltonen, Mikael Granlund, Erik Haula, Joonas Hurri, Ville Hyvärinen, Lauri Kärmeniemi, Joni Karjalainen, Tommi Kivistö, Janne Kumpulainen, Jere Laaksonen, Jesse Mankinen, Joonas Nättinen, Joni Ortio, Iiro Pakarinen, Teemu Pulkkinen, Toni Rajala, Rasmus Rissanen, Erno Suomalainen, Teemu Tallberg, Jaakko Turtiainen, Sami Vatanen, Valtteri Virkkunen Trainer: Mika Marttila |

| Absteiger in die Division I:    | Deutschland, Norwegen |
| Aufsteiger in die Top-Division: | Lettland, Belarus     |

### Auszeichnungen
Spielertrophäen
| Auszeichnung       | Spieler     | Team     |
| ------------------ | ----------- | -------- |
| Bester Torhüter    | Igor Bobkow | Russland |
| Bester Verteidiger | Cam Fowler  | USA      |
| Bester Stürmer     | Toni Rajala | Finnland |

All-Star-Team
| Angriff:      | Toni Rajala – Jerry D’Amigo – Wladimir Tarassenko |
| Verteidigung: | Tim Erixon – Cam Fowler                           |
| Tor:          | Jack Campbell                                     |

## Division I

### Gruppe A in Minsk, Belarus
Vom 6. bis zum 12. April 2009 fand in der belarussischen Hauptstadt Minsk die Weltmeisterschaft der Gruppe A in der Division I statt. Als Spielstätte fungierte der Sportpalast Minsk, der Platz für 4.842 Zuschauer bietet.
| 6. April 2009 12:00 Uhr  | Ukraine    | 1:5 (0:3, 1:1, 0:1)                 | Litauen    | Sportpalast, Minsk Zuschauer: 2.900 |
| 6. April 2009 15:30 Uhr  | Polen      | 4:3 n. V. (2:1, 1:1, 0:1, 1:0)      | Kasachstan | Sportpalast, Minsk Zuschauer: 2.500 |
| 6. April 2009 19:00 Uhr  | Ungarn     | 4:5 n. P. (2:1, 0:2, 2:1, 0:0, 0:1) | Belarus    | Sportpalast, Minsk Zuschauer: 3.700 |
| 7. April 2009 15:30 Uhr  | Litauen    | 3:4 (1:1, 1:3, 1:0)                 | Ungarn     | Sportpalast, Minsk Zuschauer: 2.500 |
| 7. April 2009 19:00 Uhr  | Belarus    | 4:1 (2:0, 0:0, 2:1)                 | Polen      | Sportpalast, Minsk Zuschauer: 3.900 |
| 8. April 2009 15:30 Uhr  | Kasachstan | 7:3 (2:1, 3:1, 2:1)                 | Ukraine    | Sportpalast, Minsk Zuschauer: 2.900 |
| 9. April 2009 12:00 Uhr  | Ungarn     | 0:9 (0:3, 0:2, 0:4)                 | Polen      | Sportpalast, Minsk Zuschauer: 2.900 |
| 9. April 2009 15:30 Uhr  | Kasachstan | 4:2 (2:0, 0:1, 2:1)                 | Litauen    | Sportpalast, Minsk Zuschauer: 2.000 |
| 9. April 2009 19:00 Uhr  | Belarus    | 5:0 (3:0, 0:0, 2:0)                 | Ukraine    | Sportpalast, Minsk Zuschauer: 3.900 |
| 10. April 2009 15:30 Uhr | Litauen    | 0:3 (0:1, 0:1, 0:1)                 | Belarus    | Sportpalast, Minsk Zuschauer: 3.900 |
| 11. April 2009 12:00 Uhr | Polen      | 7:3 (1:1, 2:1, 4:1)                 | Ukraine    | Sportpalast, Minsk Zuschauer: 2.000 |
| 11. April 2009 15:30 Uhr | Kasachstan | 1:6 (0:2, 0:1, 1:3)                 | Ungarn     | Sportpalast, Minsk Zuschauer: 2.000 |
| 12. April 2009 12:00 Uhr | Litauen    | 3:4 n. V. (1:2, 1:1, 1:0, 0:1)      | Polen      | Sportpalast, Minsk Zuschauer: 2.000 |
| 12. April 2009 15:30 Uhr | Ukraine    | 0:5 (0:0, 0:2, 0:3)                 | Ungarn     | Sportpalast, Minsk Zuschauer: 2.000 |
| 12. April 2009 19:00 Uhr | Belarus    | 6:1 (2:0, 3:0, 1:1)                 | Kasachstan | Sportpalast, Minsk Zuschauer: 4.100 |

| Pl. |            | Sp | S | OTS | OTN | N | Tore  | Punkte |
| 1.  | Belarus    | 5  | 4 | 1   | 0   | 0 | 23:06 | 14     |
| 2.  | Polen      | 5  | 2 | 2   | 0   | 1 | 25:13 | 10     |
| 3.  | Ungarn     | 5  | 3 | 0   | 1   | 1 | 19:18 | 10     |
| 4.  | Kasachstan | 5  | 2 | 0   | 1   | 2 | 16:21 | 7      |
| 5.  | Litauen    | 5  | 1 | 0   | 1   | 3 | 13:16 | 4      |
| 6.  | Ukraine    | 5  | 0 | 0   | 0   | 5 | 07:29 | 0      |

Abkürzungen: Pl. = Platz, Sp = Spiele, S = Siege, OTS = Siege nach Verlängerung (Overtime) oder Penaltyschießen, OTN = Niederlagen nach Verlängerung oder Penaltyschießen, N = Niederlagen

Erläuterungen: Aufsteiger in die Top-Division, Absteiger in die Division II

### Gruppe B in Asiago, Italien
Das Turnier der Gruppe B in der Division II wurde vom 29. März bis zum 4. April 2009 in Asiago in Italien ausgetragen. Die Spiele fanden im Pala Hodegart (2.200 Plätze) statt.
| 29. März 2009 13:30 Uhr | Japan      | 5:6 n. V. (2:1, 0:1, 3:3, 0:1)      | Österreich | Pala Hodegart, Asiago Zuschauer: 200   |
| 29. März 2009 17:00 Uhr | Frankreich | 4:3 n. P. (0:1, 1:1, 2:1, 0:0, 1:0) | Dänemark   | Pala Hodegart, Asiago Zuschauer: 600   |
| 29. März 2009 20:30 Uhr | Italien    | 3:5 (2:1, 1:3, 0:1)                 | Lettland   | Pala Hodegart, Asiago Zuschauer: 1.500 |
| 30. März 2009 13:30 Uhr | Österreich | 6:5 (1:0, 3:4, 2:1)                 | Frankreich | Pala Hodegart, Asiago Zuschauer: 410   |
| 30. März 2009 17:00 Uhr | Lettland   | 5:2 (1:0, 3:0, 1:2)                 | Japan      | Pala Hodegart, Asiago Zuschauer: 520   |
| 30. März 2009 20:30 Uhr | Dänemark   | 7:0 (3:0, 1:0, 3:0)                 | Italien    | Pala Hodegart, Asiago Zuschauer: 1.450 |
| 1. April 2009 13:30 Uhr | Dänemark   | 1:0 (1:0, 0:0, 0:0)                 | Japan      | Pala Hodegart, Asiago Zuschauer: 310   |
| 1. April 2009 17:00 Uhr | Lettland   | 3:4 (1:0, 2:2, 0:2)                 | Österreich | Pala Hodegart, Asiago Zuschauer: 360   |
| 1. April 2009 20:30 Uhr | Frankreich | 2:1 (1:0, 1:0, 0:1)                 | Italien    | Pala Hodegart, Asiago Zuschauer: 1.150 |
| 2. April 2009 13:30 Uhr | Österreich | 1:4 (0:0, 0:3, 1:1)                 | Dänemark   | Pala Hodegart, Asiago Zuschauer: 480   |
| 2. April 2009 17:00 Uhr | Lettland   | 3:1 (1:1, 1:0, 1:0)                 | Frankreich | Pala Hodegart, Asiago Zuschauer: 440   |
| 2. April 2009 20:30 Uhr | Italien    | 1:2 n. P. (1:1, 0:0, 0:0, 0:0, 0:1) | Japan      | Pala Hodegart, Asiago Zuschauer: 1.550 |
| 4. April 2009 13:30 Uhr | Dänemark   | 0:2 (0:1, 0:0, 0:1)                 | Lettland   | Pala Hodegart, Asiago Zuschauer: 800   |
| 4. April 2009 17:00 Uhr | Japan      | 4:3 n. P. (1:1, 1:1, 1:1, 0:0, 1:0) | Frankreich | Pala Hodegart, Asiago Zuschauer: 570   |
| 4. April 2009 20:30 Uhr | Österreich | 4:3 n. P. (2:1, 0:1, 1:1, 0:0, 1:0) | Italien    | Pala Hodegart, Asiago Zuschauer: 1.750 |

| Pl. |            | Sp | S | OTS | OTN | N | Tore  | Punkte |
| 1.  | Lettland   | 5  | 4 | 0   | 0   | 1 | 18:10 | 12     |
| 2.  | Dänemark   | 5  | 3 | 0   | 1   | 1 | 15:07 | 10     |
| 3.  | Österreich | 5  | 2 | 2   | 0   | 1 | 21:20 | 10     |
| 4.  | Frankreich | 5  | 1 | 1   | 1   | 2 | 15:17 | 6      |
| 5.  | Japan      | 5  | 0 | 2   | 1   | 2 | 13:16 | 5      |
| 6.  | Italien    | 5  | 0 | 0   | 2   | 3 | 08:20 | 2      |

Abkürzungen: Pl. = Platz, Sp = Spiele, S = Siege, OTS = Siege nach Verlängerung (Overtime) oder Penaltyschießen, OTN = Niederlagen nach Verlängerung oder Penaltyschießen, N = Niederlagen

Erläuterungen: Aufsteiger in die Top-Division, Absteiger in die Division II

### Auf- und Abstieg
| Absteiger in die Division I:    | Deutschland, Norwegen    |
| Aufsteiger in die Top-Division: | Lettland, Belarus        |
| Absteiger in die Division II:   | Italien, Ukraine         |
| Aufsteiger in die Division I:   | Großbritannien, Südkorea |

## Division II

### Gruppe A in Maribor, Slowenien
Vom 22. bis zum 28. März 2009 fand im slowenischen Maribor die Weltmeisterschaft der Gruppe A in der Division II statt. Als Spielstätte fungierte die Ledna dvorana Tabor, die eine Kapazität von 3.000 Plätzen hat.
| 22. März 2009 13:00 Uhr | Südkorea  | 3:1 (1:0, 1:1, 1:0)  | Spanien   | Ledna dvorana Tabor, Maribor Zuschauer: 311 |
| 22. März 2009 16:30 Uhr | Mexiko    | 2:10 (1:4, 0:3, 1:3) | Rumänien  | Ledna dvorana Tabor, Maribor Zuschauer: 303 |
| 22. März 2009 20:00 Uhr | Kroatien  | 1:14 (0:5, 0:6, 1:3) | Slowenien | Ledna dvorana Tabor, Maribor Zuschauer: 710 |
| 23. März 2009 13:00 Uhr | Südkorea  | 5:1 (1:0, 1:0, 3:1)  | Kroatien  | Ledna dvorana Tabor, Maribor Zuschauer: 275 |
| 23. März 2009 16:30 Uhr | Spanien   | 7:0 (2:0, 2:0, 3:0)  | Mexiko    | Ledna dvorana Tabor, Maribor Zuschauer: 256 |
| 23. März 2009 20:00 Uhr | Slowenien | 6:0 (1:0, 2:0, 3:0)  | Rumänien  | Ledna dvorana Tabor, Maribor Zuschauer: 489 |
| 25. März 2009 13:00 Uhr | Kroatien  | 1:6 (0:1, 1:3, 0:2)  | Rumänien  | Ledna dvorana Tabor, Maribor Zuschauer: 276 |
| 25. März 2009 16:30 Uhr | Südkorea  | 10:0 (5:0, 1:0, 4:0) | Mexiko    | Ledna dvorana Tabor, Maribor Zuschauer: 248 |
| 25. März 2009 20:00 Uhr | Slowenien | 8:0 (1:0, 4:0, 3:0)  | Spanien   | Ledna dvorana Tabor, Maribor Zuschauer: 492 |
| 27. März 2009 13:00 Uhr | Rumänien  | 0:8 (0:1, 0:3, 0:4)  | Südkorea  | Ledna dvorana Tabor, Maribor Zuschauer: 211 |
| 27. März 2009 16:30 Uhr | Spanien   | 1:9 (0:2, 1:4, 0:3)  | Kroatien  | Ledna dvorana Tabor, Maribor Zuschauer: 269 |
| 27. März 2009 20:00 Uhr | Mexiko    | 0:12 (0:5, 0:3, 0:4) | Slowenien | Ledna dvorana Tabor, Maribor Zuschauer: 410 |
| 28. März 2009 13:00 Uhr | Rumänien  | 7:3 (3:1, 2:2, 2:0)  | Spanien   | Ledna dvorana Tabor, Maribor Zuschauer: 256 |
| 28. März 2009 16:30 Uhr | Kroatien  | 11:1 (1:0, 5:0, 5:1) | Mexiko    | Ledna dvorana Tabor, Maribor Zuschauer: 271 |
| 28. März 2009 20:00 Uhr | Slowenien | 2:4 (1:1, 0:1, 1:2)  | Südkorea  | Ledna dvorana Tabor, Maribor Zuschauer: 589 |

| Pl. |           | Sp | S | OTS | OTN | N | Tore  | Punkte |
| 1.  | Südkorea  | 5  | 5 | 0   | 0   | 0 | 30:04 | 15     |
| 2.  | Slowenien | 5  | 4 | 0   | 0   | 1 | 42:05 | 12     |
| 3.  | Rumänien  | 5  | 3 | 0   | 0   | 2 | 23:20 | 9      |
| 4.  | Kroatien  | 5  | 2 | 0   | 0   | 3 | 23:27 | 6      |
| 5.  | Spanien   | 5  | 1 | 0   | 0   | 4 | 12:27 | 3      |
| 6.  | Mexiko    | 5  | 0 | 0   | 0   | 5 | 03:50 | 0      |

Abkürzungen: Pl. = Platz, Sp = Spiele, S = Siege, OTS = Siege nach Verlängerung (Overtime) oder Penaltyschießen, OTN = Niederlagen nach Verlängerung oder Penaltyschießen, N = Niederlagen

Erläuterungen: Aufsteiger in die Division I, Absteiger in die Division III

### Gruppe B in Narva, Estland
Das Turnier der Gruppe B in der Division II wurde vom 16. bis zum 22. März 2009 in Narva in Estland ausgetragen. Alle Spiele fanden in der Narva jäähall statt, die 1.500 Plätze hat.
| 16. März 2009 13:00 Uhr | Serbien             | 3:4 n. P. (1:2, 0:1, 2:0, 0:0, 0:1) | Belgien             | Narva jäähall, Narva Zuschauer: 300   |
| 16. März 2009 16:30 Uhr | Großbritannien      | 16:2 (4:0, 6:2, 6:0)                | Volksrepublik China | Narva jäähall, Narva Zuschauer: 350   |
| 16. März 2009 20:00 Uhr | Estland             | 5:0 (2:0, 3:0, 0:0)                 | Niederlande         | Narva jäähall, Narva Zuschauer: 1.253 |
| 17. März 2009 13:00 Uhr | Volksrepublik China | 1:6 (0:3, 0:2, 1:1)                 | Serbien             | Narva jäähall, Narva Zuschauer: 187   |
| 17. März 2009 16:30 Uhr | Niederlande         | 4:5 n. P. (2:1, 1:0, 1:3, 0:0, 0:1) | Belgien             | Narva jäähall, Narva Zuschauer: 250   |
| 17. März 2009 20:00 Uhr | Großbritannien      | 5:1 (1:0, 3:0, 1:1)                 | Estland             | Narva jäähall, Narva Zuschauer: 1.350 |
| 19. März 2009 13:00 Uhr | Niederlande         | 11:2 (2:0, 3:1, 6:1)                | Volksrepublik China | Narva jäähall, Narva Zuschauer: 57    |
| 19. März 2009 16:30 Uhr | Großbritannien      | 10:2 (3:0, 5:2, 2:0)                | Serbien             | Narva jäähall, Narva Zuschauer: 467   |
| 19. März 2009 20:00 Uhr | Estland             | 4:3 n. P. (0:1, 1:1, 2:1, 0:0, 1:0) | Belgien             | Narva jäähall, Narva Zuschauer: 1.134 |
| 20. März 2009 13:00 Uhr | Serbien             | 2:14 (1:3, 1:5, 0:6)                | Niederlande         | Narva jäähall, Narva Zuschauer: 100   |
| 20. März 2009 16:30 Uhr | Belgien             | 1:7 (0:2, 0:2, 1:3)                 | Großbritannien      | Narva jäähall, Narva Zuschauer: 468   |
| 20. März 2009 20:00 Uhr | Volksrepublik China | 3:6 (0:2, 2:2, 1:2)                 | Estland             | Narva jäähall, Narva Zuschauer: 834   |
| 22. März 2009 13:00 Uhr | Belgien             | 10:1 (4:1, 4:0, 2:0)                | Volksrepublik China | Narva jäähall, Narva Zuschauer: 173   |
| 22. März 2009 16:30 Uhr | Niederlande         | 5:8 (1:2, 2:3, 2:3)                 | Großbritannien      | Narva jäähall, Narva Zuschauer: 120   |
| 22. März 2009 20:00 Uhr | Estland             | 6:3 (1:0, 4:0, 1:3)                 | Serbien             | Narva jäähall, Narva Zuschauer: 1.200 |

| Pl. |                     | Sp | S | OTS | OTN | N | Tore  | Punkte |
| 1.  | Großbritannien      | 5  | 5 | 0   | 0   | 0 | 46:11 | 15     |
| 2.  | Estland             | 5  | 3 | 1   | 0   | 1 | 22:14 | 11     |
| 3.  | Belgien             | 5  | 1 | 2   | 1   | 1 | 23:19 | 8      |
| 4.  | Niederlande         | 5  | 2 | 0   | 1   | 2 | 34:22 | 7      |
| 5.  | Serbien             | 5  | 1 | 0   | 1   | 3 | 16:35 | 4      |
| 6.  | Volksrepublik China | 5  | 0 | 0   | 0   | 5 | 09:49 | 0      |

Abkürzungen: Pl. = Platz, Sp = Spiele, S = Siege, OTS = Siege nach Verlängerung (Overtime) oder Penaltyschießen, OTN = Niederlagen nach Verlängerung oder Penaltyschießen, N = Niederlagen

Erläuterungen: Aufsteiger in die Division I, Absteiger in die Division III

### Auf- und Abstieg
| Absteiger in die Division II:  | Italien, Ukraine            |
| Aufsteiger in die Division I:  | Großbritannien, Südkorea    |
| Absteiger in die Division III: | Volksrepublik China, Mexiko |
| Aufsteiger in die Division II: | Australien, Island          |

## Division III

### Gruppe A in Taipeh, Republik China (Taiwan)
Vom 27. Februar bis zum 5. März 2009 fand in Taipeh, der Hauptstadt der Republik China (Taiwan), die Weltmeisterschaft der Gruppe A in der Division III statt. Spielstätte war der Annex Ice Rink.
| 27. Februar 2009 16:00 Uhr | Neuseeland              | 0:7 (0:3, 0:2, 0:2)     | Australien              | Annex Ice Rink, Taipeh Zuschauer: 250   |
| 27. Februar 2009 19:00 Uhr | Republik China (Taiwan) | 17:0 (5:0, 5:0, 7:0)    | Mongolei                | Annex Ice Rink, Taipeh Zuschauer: 730   |
| 28. Februar 2009 16:00 Uhr | Australien              | 16:1 (4:0, 5:1, 7:0)    | Südafrika               | Annex Ice Rink, Taipeh Zuschauer: 600   |
| 28. Februar 2009 19:00 Uhr | Republik China (Taiwan) | 1:4 (0:1, 0:2, 1:1)     | Neuseeland              | Annex Ice Rink, Taipeh Zuschauer: 1.000 |
| 2. März 2009 16:00 Uhr     | Australien              | 33:0 (13:0, 10:0, 10:0) | Mongolei                | Annex Ice Rink, Taipeh Zuschauer: 150   |
| 2. März 2009 19:00 Uhr     | Neuseeland              | 5:3 (0:0, 1:2, 4:1)     | Südafrika               | Annex Ice Rink, Taipeh Zuschauer: 240   |
| 3. März 2009 16:00 Uhr     | Mongolei                | 1:19 (0:3, 0:10, 1:6)   | Neuseeland              | Annex Ice Rink, Taipeh Zuschauer: 100   |
| 3. März 2009 19:00 Uhr     | Südafrika               | 3:8 (1:2, 1:5, 1:1)     | Republik China (Taiwan) | Annex Ice Rink, Taipeh Zuschauer: 700   |
| 5. März 2009 16:00 Uhr     | Südafrika               | 12:3 (4:0, 4:2, 4:1)    | Mongolei                | Annex Ice Rink, Taipeh Zuschauer: 120   |
| 5. März 2009 19:00 Uhr     | Australien              | 7:2 (0:2, 6:0, 1:0)     | Republik China (Taiwan) | Annex Ice Rink, Taipeh Zuschauer: 1.200 |

| Pl. |                         | Sp | S | OTS | OTN | N | Tore  | Punkte |
| 1.  | Australien              | 4  | 4 | 0   | 0   | 0 | 63:03 | 12     |
| 2.  | Neuseeland              | 4  | 3 | 0   | 0   | 1 | 28:12 | 9      |
| 3.  | Republik China (Taiwan) | 4  | 2 | 0   | 0   | 2 | 28:14 | 6      |
| 4.  | Südafrika               | 4  | 1 | 0   | 0   | 3 | 19:32 | 3      |
| 5.  | Mongolei                | 4  | 0 | 0   | 0   | 4 | 04:81 | 0      |

Abkürzungen: Pl. = Platz, Sp = Spiele, S = Siege, OTS = Siege nach Verlängerung (Overtime) oder Penaltyschießen, OTN = Niederlagen nach Verlängerung oder Penaltyschießen, N = Niederlagen

Erläuterungen: Aufsteiger in die Division II

### Gruppe B in Erzurum, Türkei
Das Turnier der Gruppe B in der Division III wurde vom 9. bis zum 15. März 2009 in Erzurum in der Türkei ausgetragen. Das im letzten Jahr aus der Division II abgestiegene Nationalteam Israels verzichtete auf eine Teilnahme, wodurch nur noch vier Mannschaften am Turnier teilnahmen. Daher wurde zunächst eine Qualifikation gespielt und der Aufsteiger später in einer K.-o.-Runde ermittelt. Die Spiele fanden im Erzurum Gençlik Hizmetleri ve Spor İl Müdürlüğü statt, das 3.000 Zuschauern Platz bietet.

#### Vorrunde
| 9. März 2009 15:30 Uhr  | Bulgarien | 0:11 (0:2, 0:3, 0:6) | Island    | Gençlik Hizmetleri ve Spor İl Müdürlüğü, Erzurum Zuschauer: 200   |
| 9. März 2009 19:00 Uhr  | Türkei    | 16:4 (7:0, 6:2, 3:2) | Irland    | Gençlik Hizmetleri ve Spor İl Müdürlüğü, Erzurum Zuschauer: 2.200 |
| 10. März 2009 15:30 Uhr | Island    | 19:0 (7:0, 5:0, 7:0) | Irland    | Gençlik Hizmetleri ve Spor İl Müdürlüğü, Erzurum Zuschauer: 225   |
| 10. März 2009 19:00 Uhr | Türkei    | 8:4 (3:2, 2:0, 3:2)  | Bulgarien | Gençlik Hizmetleri ve Spor İl Müdürlüğü, Erzurum Zuschauer: 2.100 |
| 12. März 2009 15:30 Uhr | Irland    | 5:4 (0:1, 2:3, 3:0)  | Bulgarien | Gençlik Hizmetleri ve Spor İl Müdürlüğü, Erzurum Zuschauer: 573   |
| 12. März 2009 19:00 Uhr | Island    | 18:1 (6:1, 6:0, 6:0) | Türkei    | Gençlik Hizmetleri ve Spor İl Müdürlüğü, Erzurum Zuschauer: 2.350 |

| Pl. |           | Sp | S | OTS | OTN | N | Tore  | Punkte |
| 1.  | Island    | 3  | 3 | 0   | 0   | 0 | 48:01 | 9      |
| 2.  | Türkei    | 3  | 2 | 0   | 0   | 1 | 25:26 | 6      |
| 3.  | Irland    | 3  | 1 | 0   | 0   | 2 | 09:39 | 3      |
| 4.  | Bulgarien | 3  | 0 | 0   | 0   | 3 | 08:24 | 0      |

#### Finalrunde
|  | Halbfinale | Halbfinale | Halbfinale |                  |  | Finale | Finale    | Finale |
|  |            |            |            |                  |  |        |           |        |
|  |            |            |            |                  |  |        |           |        |
|  | 1          | Island     | 15         |                  |  |        |           |        |
|  | 4          | Bulgarien  | 2          |                  |  | 1      | Island    | 8      |
|  |            |            |            |                  |  | 2      | Türkei    | 2      |
|  |            |            |            |                  |  |        |           |        |
|  |            |            |            | Spiel um Platz 3 |  |        |           |        |
|  | 2          | Türkei     | 9          |                  |  |        |           |        |
|  | 3          | Irland     | 3          |                  |  | 3      | Irland    | 6      |
|  |            |            |            |                  |  | 4      | Bulgarien | 3      |
|  |            |            |            |                  |  |        |           |        |

Halbfinale
| 13. März 2009 15:30 Uhr | Island | 15:2 (4:1, 4:1, 7:0) | Bulgarien | Gençlik Hizmetleri ve Spor İl Müdürlüğü, Erzurum Zuschauer: 150   |
| 13. März 2009 19:00 Uhr | Türkei | 9:3 (5:1, 4:1, 0:1)  | Irland    | Gençlik Hizmetleri ve Spor İl Müdürlüğü, Erzurum Zuschauer: 2.155 |

Spiel um Platz 3
| 15. März 2009 13:30 Uhr | Irland | 6:3 (2:2, 4:0, 0:1) | Bulgarien | Gençlik Hizmetleri ve Spor İl Müdürlüğü, Erzurum Zuschauer: 187 |

Finale
| 15. März 2009 17:30 Uhr | Island | 8:2 (5:0, 1:1, 2:1) | Türkei | Gençlik Hizmetleri ve Spor İl Müdürlüğü, Erzurum Zuschauer: 2.497 |

#### Abschlussplatzierungen
| Pl. | Team      |
| 1   | Island    |
| 2   | Türkei    |
| 3   | Irland    |
| 4   | Bulgarien |

### Auf- und Abstieg
| Absteiger in die Division III: | Volksrepublik China, Mexiko |
| Aufsteiger in die Division II: | Australien, Island          |